# Seznam cerkva v Sloveniji (Č)
|  | Seznam cerkva: A B C Č D E F G H I J K L M N O P R S Š T U V W Z Ž |

- Za Čenstohovsko Mater Božjo glej Marija
- Za Čudodelno Mater Božjo glej Marija